# Slick Leonard
William Robert "Slick" Leonard (Terre Haute, Indiana; 17 de julio de 1932-Indianapolis, Indiana; 13 de abril de 2021) fue un jugador y entrenador de baloncesto estadounidense que disputó siete temporadas en la NBA, además de dirigir como entrenador durante 14 temporadas a diversos equipos de la NBA y la ABA. Con 1,90 metros de estatura, jugaba en la posición de base.

## Trayectoria deportiva

### Universidad
Jugó durante cuatro temporadas con los Hoosiers de la Universidad de Indiana, en las que promedió 15,1 puntos por partido. En 1953 fue una de las piezas clave de su equipo en la consecución del Torneo de la NCAA. Ya en la segunda ronda fue uno de los artífices de la victoria ante DePaul, anotando 22 puntos, los mismos que consiguió en las semifinales ante Louisiana State. Y en la final, ante Kansas, tras una primera parte en la que únicamente anotó una canasta, y tras serle señalada en la segunda una falta técnica, llegaron a los instantes finales con el marcador empatado a 68 y con 27 segundos por jugar, provocó una falta personal, lanzando dos tiros libres. El primero lo falló, pero el segundo fue el punto decisivo que dio la victoria a los Hoosiers.
Esa temporada fue incluido en el tercer equipo del All-American, repitiendo galardón al año siguiente, aunque esta vez en el segundo mejor equipo del campeonato universitario.

### Profesional
Fue elegido en la décima posición del Draft de la NBA de 1954 por Baltimore Bullets, pero la franquicia desapareció antes del comienzo de la temporada 1954-55, produciéndose un draft de dispersión, siendo elegido en la séptima posición por Minneapolis Lakers. En los Lakers, entrenados por John Kundla, se hizo rápidamente con el puesto de base titular, acabando la temporada como el cuarto mejor anotador de la plantilla, promediando 11,0 puntos, a los que añadió 3,1 rebotes por partido.
Jugó tres temporadas más en Minneapolis a un buen nivel, pero en la temporada 1960-61 el equipo se trasladó a Los Ángeles, haciéndose en el draft en la segunda opción con Jerry West, que le relegó al banquillo. Ese año apenas jugó 11 minutos por partido, y sus estadísticas lo notaron: acabó con 3,5 puntos y 1,5 asistencias por partido.
Al año siguiente, con la incorporación de nuevos equipos a la liga, se produjo un draft de expansión. Leonard no fue protegido por su equipo, siendo elegido por los Chicago Packers. Esa temporada recuperó la titularidad, jugando su mejor campaña como profesional, acabando como segundo mejor anotador del nuevo equipo tras Walt Bellamy, promediando 16,1 puntos y 5,4 asistencias por partido. Al año siguiente el equipo cambió su nombre por el de Chicago Zephyrs. Mediada la temporada, su entrenador Jack McMahon fue cesado, pasando Leonard directamente de la cancha al banquillo, retirándose como jugador e iniciando una nueva etapa como entrenador.

## Estadísticas de su carrera en la NBA

### Temporada regular
| Temporada | Edad | Equipo             | Liga | P   | TIT | MIN  | TC  | TCA  | %TC  | 3P | 3PA | %3P | TL  | TLA | %TL  | R.OF. | R.DEF. | REB | ASIS | ROB | TAP | PER | FP  | PTS  |
| 1956-57   | 24   | Minneapolis Lakers | NBA  | 72  |     | 27.0 | 4.2 | 12.0 | .349 |    |     |     | 2.6 | 3.3 | .772 |       |        | 3.1 | 2.3  |     |     |     | 1.9 | 11.0 |
| 1957-58   | 25   | Minneapolis Lakers | NBA  | 66  |     | 31.4 | 4.0 | 12.0 | .335 |    |     |     | 3.1 | 4.1 | .765 |       |        | 3.6 | 3.3  |     |     |     | 2.2 | 11.2 |
| 1958-59   | 26   | Minneapolis Lakers | NBA  | 58  |     | 27.6 | 3.6 | 9.5  | .373 |    |     |     | 2.1 | 2.8 | .750 |       |        | 3.1 | 3.2  |     |     |     | 2.1 | 9.2  |
| 1959-60   | 27   | Minneapolis Lakers | NBA  | 73  |     | 28.4 | 3.2 | 9.8  | .322 |    |     |     | 1.9 | 2.6 | .705 |       |        | 3.4 | 3.5  |     |     |     | 2.3 | 8.2  |
| 1960-61   | 28   | Los Angeles Lakers | NBA  | 55  |     | 10.9 | 1.1 | 3.8  | .295 |    |     |     | 1.3 | 1.8 | .710 |       |        | 1.3 | 1.5  |     |     |     | 1.3 | 3.5  |
| 1961-62   | 29   | Chicago Packers    | NBA  | 70  |     | 35.2 | 6.0 | 16.1 | .375 |    |     |     | 4.0 | 5.3 | .752 |       |        | 2.8 | 5.4  |     |     |     | 2.7 | 16.1 |
| 1962-63   | 30   | Chicago Zephyrs    | NBA  | 32  |     | 27.5 | 2.6 | 7.7  | .343 |    |     |     | 1.8 | 2.7 | .694 |       |        | 2.1 | 4.5  |     |     |     | 2.6 | 7.1  |
| Total     |      |                    | NBA  | 426 |     | 27.3 | 3.7 | 10.6 | .349 |    |     |     | 2.5 | 3.3 | .745 |       |        | 2.9 | 3.3  |     |     |     | 2.1 | 9.9  |

### Playoffs
| Temporada | Edad | Equipo             | Liga | P  | MIN | TCA | TC  | 3PA | 3P | TLA | TL | R.OF. | REB | ASIS | ROB | TAP | PER | FP | PTS | %TC  | %3P | %FT  | MIN  | PTS  | REB | AST |
| 1956-57   | 24   | Minneapolis Lakers | NBA  | 5  | 204 | 42  | 100 |     |    | 23  | 26 |       | 30  | 38   |     |     |     | 15 | 107 | .420 |     | .885 | 40.8 | 21.4 | 6.0 | 7.6 |
| 1958-59   | 26   | Minneapolis Lakers | NBA  | 13 | 467 | 63  | 173 |     |    | 32  | 40 |       | 44  | 70   |     |     |     | 38 | 158 | .364 |     | .800 | 35.9 | 12.2 | 3.4 | 5.4 |
| 1959-60   | 27   | Minneapolis Lakers | NBA  | 9  | 207 | 20  | 67  |     |    | 18  | 28 |       | 10  | 45   |     |     |     | 17 | 58  | .299 |     | .643 | 23.0 | 6.4  | 1.1 | 5.0 |
| 1960-61   | 28   | Los Angeles Lakers | NBA  | 7  | 46  | 5   | 24  |     |    | 1   | 4  |       | 6   | 12   |     |     |     | 7  | 11  | .208 |     | .250 | 6.6  | 1.6  | 0.9 | 1.7 |
| Total     |      |                    | NBA  | 34 | 924 | 130 | 364 |     |    | 74  | 98 |       | 90  | 165  |     |     |     | 77 | 334 | .357 |     | .755 | 27.2 | 9.8  | 2.6 | 4.9 |

### Entrenador
Tras su primera experiencia al frente de un banquillo con los Chicago Zephyrs, y a pesar de conseguir sólo 13 victorias y 29 derrotas, fue renovado en el cargo, trasladándose junto con el equipo a su nueva ubicación, Baltimore, pasando a convertirse en los Baltimore Bullets. Esa temporada acabó en la cuarta posición de la División Oeste, sin lograr clasificarse para los playoffs, siendo despedido al finalizar la campaña.
Tras tres años alejado de las pistas, en 1967 es contratado por Indiana Pacers como entrenador asistente de Larry Staverman, el cual es cesado nada más comenzada la temporada siguiente, haciéndose Leonard con su puesto. Su primera temporada al frente del equipo fue digna de mención, llevando al equipo a la final de la ABA, en la que perdieron ante Oakland Oaks por 4-1. Pero al año siguiente se tomaría la revancha, llegando nuevamente a las Finales, derrotando a Los Angeles Stars por 4-2, consiguiendo su primer título de campeón de la ABA.
Aquello fue el inicio de una extraordinaria carrera como entrenador, consiguiendo dos títulos más consecutivos en 1972 y 1973. En esta última temporada protagonizó una de las mejores anécdotas de la historia de la competición. En una de las visitas a la pista de los Utah Stars, uno de sus grandes rivales, tras una jugada en la que el equipo local consumió los 30 segundos de posesión de balón, y que sin embargo los árbitros dejaron sin sancionar, salió a la pista completamente airado a protestar, lo que le costó dos técnicas y la consiguiente expulsión. En ese momento, agarró el balón tricolor y le dio una patada enviándolo a las gradas. Haciendo gala de un gran sentido del humor, en una posterior visita al estadio de los Stars le fue entregada por el general manager de los Stars una foto enmarcada sacada justo en el momento de patear el balón.
Dirigió a los Pacers hasta la temporada 1979-80, las últimas cuatro ya con el equipo incorporado a la NBA. Tras retirarse, los Indiana Pacers le rindieron homenaje, colgando del Conseco Fieldhouse el número 529 junto con las camisetas retiradas del equipo, recordando el número de victorias conseguidas como entrenador.
Falleció el 4 de abril de 2021 a los ochenta y ocho años.